# جوزایا هنسون (کشتی‌گیر)
جوزایا هنسون (انگلیسی: Josiah Henson؛ ۲۴ فوریه ۱۹۲۲ – ۴ آوریل ۲۰۱۲) کشتی‌گیر اهل ایالات متحده آمریکا بود.
وی در مسابقات کشوری و بین‌المللی در مجموع برندهٔ ۱ مدال برنز شده‌است.